# یواس‌اس پرزرور (ای‌آراس-۸)
یواس‌اس پرزرور (ای‌آراس-۸) (به انگلیسی: USS Preserver (ARS-8)) یک کشتی بود که طول آن ۲۱۳ فوت ۶ اینچ (۶۵٫۰۷ متر) بود. این کشتی در سال ۱۹۴۳ ساخته شد.